# Soul Fjord
Soul Fjord est un jeu vidéo de type rogue-like développé et édité par Airtight Games, sorti en 2014 sur Ouya.

## Accueil
- Canard PC : 4/10[1]
- Destructoid : 4/10[2]